# Řád Davida Stavitele
Řád Davida Stavitele (gruzínsky: დავით აღმაშენებლის ორდენი) je gruzínské státní vyznamenání udílené prezidentem republiky. Řád byl založen v roce 1992 a do roku 2004, kdy byl založen Řád národního hrdiny a Vítězný řád svatého Jiří, byl nejvyšším státním vyznamenáním. Udílen je občanům Gruzie, příslušníkům ozbrojených sil a duchovním za mimořádné zásluhy o zemi, za boj za nezávislost Gruzie a její obnovu a za významný přínos k sociální konsolidaci a rozvoji demokracie.

## Insignie
Řádový odznak má kruhový tvar o průměru 40 mm. Uvnitř je vyrytý kosočtverec. V kruhovém výřezu kosočtverce je vyobrazeno písmeno Ⴀ (A) v písmu asomtavruli, které je obklopené písmeny Ⴃ (D) a Ⴇ (T). Tato písmena odkazují na Davida IV. zvaného Stavitel či Budovatel. Nad písmeny je královská koruna. Na horizontální ose řádu je umístěna osmicípá hvězda ve tvaru diamantu. Řádový odznak je zavěšen na sponě ze zlatého plechu s pohyblivou osičkou.
Stuha je bílá a široká 27 mm. Uprostřed je zlatý pruh široký 9 mm, který symbolizuje zlatý věk za vlády Davida IV. Ve vzdálenosti 1,5 mm od zlatého pruhu je po obou stranách umístěný fialový proužek široký 2 mm.
Autorem vzhledu řádu je grafik, umělec-monumentalista Emir Burjanadze.

### Chyby ve vzhledu řádu
Použití kosočtverce na řádovém odznaku se oficiálně vysvětluje tím, že "kosočtverec je v gruzínské symbolice a církevním malířství velkým znamením Boha Otce". Podle Mamuky Gongadzeho a Mamuky Tsurtsumiy není jasné, co má "velké znamení Boha Otce" společného s Davidem IV. Stavitelem. Kosočtverec však v heraldice nese úplně jiný význam. Podle obou mužů je také chybou pro řád zvolit kulatý tvar. Ve faleristice mají vyznamenání nejvyššího stupně (tedy řády) tradičně tvar kříže nebo hvězdy (v muslimských zemích také půlměsíce). A kulatý tvar je většinou přijímán pro medaile (tj. pro ocenění nižšího stupně). Téměř žádný vysoký evropský řád nemá kulatý tvar. Řád v takovéto podobě je uměle zkreslený a vypadá, jako by byl centrálním medailonem vytrženým z tradičního řádu. Další chybou podle nich je, že řád je vyrobený celý z kovu bez použití smaltu.